# Austrophorocera einaris
Austrophorocera einaris là một loài ruồi trong họ Tachinidae.